# Gingerol
Gingerol, někdy též [6]-gingerol (systematický název (S)-5-hydroxy-1-(4-hydroxy-3-methoxyfenyl)-3-dekanon, sumární vzorec C17H26O4) je aktivní složkou čerstvého zázvoru. Chemicky gingerol patří mezi fenoly, ketony a alkoholy, a je příbuzný kapsaicinu, sloučenině dávající palčivost chilli papričkám. Obvykle se vyskytuje jako štiplavý žlutý olej, ale může mít také podobu krystalické pevné látky tající při nízké teplotě.
Tepelná úprava zázvoru transformuje gingerol na zingeron, který je méně štiplavý a má kořenně sladkou vůni.
Gingerol může zmenšovat nauseu při kinetóze nebo v těhotenství a může též přinášet úlevu při migréně.
[6]-Gingerol se používá k vyvolání hypotermického stavu „hibernace“ u potkanů.